# Фронт оклузије
Фронт оклузије (или оклудовани фронт), настаје када хладни фронт који се креће брже сустигне спорији топли фронт.

## Настанак оклудивног фронта
Линија фронта у приземљу, у случају оклудованог фронта, раздваја две хладне ваздушне масе: ону која се налази иза хладног и ону која се налази испред топлог фронта. У зависности од разлике температура између ове две хладне ваздушне масе, фронт оклузије може бити топли, хладни или неутрални.
Фронтови оклузије најчешће настају у зрелој и фази дисипације вантропских циклона.
На синоптичким картама положај фронта оклузије у приземљу обележава се љубичастом линијом на којој су наизменично нацртани испуњени троуглићи и испуњени полукругови усмерени у правцу кретања фронта.

## Хладни фронт оклузије
Хладни фронт оклузије (оклузија хладног типа), настаје када је температура хладне ваздушне масе иза хладног фронта виша од температуре хладне ваздушне масе испред топлог фронта. У овом случају хладни фронт се подвлачи испод топлог фронта и подиже га навише, тако да се хладни фронт простире до тла, а топли фронт постоји само на висини.
Време испред и у области фронта оклузије хладног типа је слично времену у области хладног фронта. Непосредно испред и на самој линији фронта се јављају јаки пљускови. Након проласка фронта небо се постепено разведрава и падавине престају. Иза линије фронта је најсличније времену након проласка топлог фронта. 

## Топли фронт оклузије
Топли фронт оклузије (оклузија топлог типа), настаје када је температура хладне ваздушне масе иза хладног фронта нижа од температуре хладне ваздушне масе испред топлог фронта. У овом случају хладни фронт се уздиже уз површину топлог фронта, тако да се топли фронт простире до тла, а хладни фронт се налази само на висини. 
Време испред и у области фронта оклузије топлог типа је слично времену у области топлог фронта. На већем растојању испред фронталне области формира се карактеристичан облачни систем који се састоји најпре од високих, па затим средњих, па ниских облака. Падавине се јављају доста пре линије фронта, а након његовог проласка падавине престају и небо се разведрава. Време иза линије фронта је најсличније времену након проласка хладног фронта.

## Неутрални фронт оклузије
Неутрални фронт оклузије, настаје када је разлика у температури две хладне ваздушне масе веома мала. Тада се обе фронталне површине повлаче увис, а фронт у приземљу нестаје. 